# واسیلی آرخیپوف
واسیلی آلکساندرویچ آرخیپوف (۳۰ ژانویه ۱۹۲۶ – ۱۹ اوت ۱۹۹۸) افسر نیروی دریایی اتحاد جماهیر شوروی بود که در بحران موشکی کوبا در اکتبر ۱۹۶۲ نقش حیاتی ایفا کرد. وی در زیر دریایی B59 از شلیک اژدر با کلاهک هسته‌ای جلوگیری کرد و بدین ترتیب مانع از آغاز جنگ هسته‌ای شد. بسیاری از کارشناسان بر این باورند که او با این تصمیم خود از وقوع جنگ جهانی سوم جلوگیری کرده است. این رویداد سال‌ها بعد، در سال ۲۰۰۲، به اطلاع عموم رسید.
زیر دریایی B59 یکی از چهار زیردریایی مسلح به سلاح هسته‌ای بود که به مأموریت مخفی در سواحل فلوریدا و کوبا اعزام شده بود. تیم فرماندهی این زیردریایی‌ها اجازه استفاده از سلاح هسته‌ای در صورت لزوم را داشتند.
واسیلی آرخیپوف در سال ۱۹۹۸ به دلیل سرطان کلیه که احتمالاً ناشی از آلودگی رادیواکتیو در فاجعه زیردریایی کی-۱۹ بود، درگذشت.

## اوایل زندگی
آرخیپوف در خانواده‌ای روستایی در شهر استارایا کوپاونا در نزدیکی مسکو به دنیا آمد. او در دبیرستان نیروی دریایی آرام (به روسی: Тихоокеанское высшее военно-морское училище имени С. О. Макарова) تحصیلات خود را گذراند و در اوت ۱۹۴۵ در جنگ شوروی و ژاپن شرکت کرد. او به دبیرستان نیروی دریایی خزر انتقال یافت و در سال ۱۹۴۷ از آن فارغ‌التحصیل شد.

## اولین شغل
پس از فارغ‌التحصیلی در سال ۱۹۴۷، آرخیپوف در سرویس زیر دریایی روی قایق‌هایی در دریای سیاه، شمالی و بالتیک خدمت کرد.

## حادثه k-19
در ژولای ۱۹۶۱، آرخیپوف به عنوان معاون فرمانده منصوب شد و در نتیجه افسر اجرایی زیردریایی موشک بالستیک کلاس جدید k - ۱۹ شد. پس از چند روز انجام تمرینات از ساحل جنوب شرقی گرینلند، زیردریایی نشت شدیدی را در سیستم خنک‌کننده رآکتور پیدا کرد. این نشتی منجر به عدم کارکرد صحیح سیستم خنک‌کننده شد. ارتباطات رادیویی نیز تحت‌تاثیر قرار گرفت و خدمه قادر به برقراری ارتباط با مسکو نبودند. آنها سیستم پشتیبانی نداشتند کاپیتان کشتی زاتایف دستور داد که هفت عضو خدمه مهندسی برای جلوگیری از ذوب شدن هسته‌ای به یک راه‌حل برسند. اما چنین راه حلی نیازمند کارکردن افراد در سطوح بالای تشعشع برای دوره‌های بود. آن‌ها در نهایت یک سیستم خنک‌کننده ثانویه ساختند و توانستند از ذوب شدن یک رآکتور جلوگیری کنند. گرچه آنها توانستند راه حلی برای مشکل خود بیابند اما همه ملوان‌ها و خدمه از جمله آرخیپوف آلوده شدند. همه اعضای گروه مهندسین و افسر بخش آن‌ها در عرض یک ماه به علت میزان بالای تشعشع که در معرض آن قرار داشتند کشته شدند. طی سال‌های آتی بسیاری دیگر از افرادی که در این حادثه دخیل بودند پس از این حادثه جان خود را از دست دادند.

## مشارکت در بحران موشکی کوبا
در خلال این بحران آرخیپوف یک افسر در زیردریایی بود که از طرف ارتش شوروی به سواحل آمریکا فرستاده شده بود. خدمه این این زیر دریایی اجازه داشتند که در صورت لزومی بدون هماهنگی اقدام به شلیک موشک هسته‌ای خود بکنند، برای چنین تصمیمی نظر مثبت و مساعد و مشترک ۳ افسر لازم بود، در پی این بحران ارتش آمریکا برای مبارزه با این زیردریایی‌ها اقدام به ریختن اژدر دریا می‌کرد. ارتباط رادیویی این زیردریایی هم با مسکو قطع شده بود. پس ریختن اژدرها نیروهای مستقر در این زیردریایی احساس کردند که جنگ آغاز شده و آماده شلیک موشک خود بودند و ۲ افسر هم نظر مثبت خودشان را اعلام کردند، تنها آرخیپوف بود که مخالفت کرد و موشک شلیک نشد.